# Neozoraida insignata
Neozoraida insignata är en insektsart som först beskrevs av Yang och Wu 1993.  Neozoraida insignata ingår i släktet Neozoraida och familjen Derbidae. Inga underarter finns listade i Catalogue of Life.